# NGC 1615
NGC 1615 је елиптична галаксија у сазвежђу Бик која се налази на NGC листи објеката дубоког неба.
Деклинација објекта је + 19° 57' 3" а ректасцензија 4h 36m 1,9s. Привидна величина (магнитуда) објекта NGC 1615 износи 13,0 а фотографска магнитуда 14,0. NGC 1615 је још познат и под ознакама UGC 3096, MCG 3-12-5, CGCG 467-3, PGC 15608.